# Яванский носорог
Ява́нский носоро́г (лат. Rhinoceros sondaicus) — млекопитающее из семейства носороговых (Rhinocerotidae), один из пяти современных видов этого семейства. Вместе с индийским носорогом составляет род Индийские носороги (Rhinoceros).
Длина тела взрослого животного около 3 метров, высота в холке — до 1,7 м. Яванский носорог, в отличие от других современных видов семейства, имеет только один рог длиной около 20 см. Как и все другие носороги, яванский — исключительно травоядное животное.
Яванский носорог — крайне редкое животное; его численность составляет около 60 особей, что ставит под вопрос дальнейшее существование этого вида. Попытки содержать яванского носорога в зоопарках закончились безуспешно; по состоянию на 2018 год не было известно ни одной особи, которая жила бы в неволе.

## Распространение и места обитания
Типичные места обитания животного — низменные тропические леса, влажные луга и поймы рек. В прошлом ареал этого вида включал всю материковую Юго-Восточную Азию, Большие Зондские острова, а также юго-восточную часть Индии и крайний юг Китая. На сегодняшний день яванский носорог распространён только в национальном парке Уджунг-Кулон на западной оконечности острова Ява в Индонезии. 25 октября 2011 года Фонд дикой природы констатировал факт исчезновения яванского носорога в национальном парке Каттьен во Вьетнаме. Численность его популяции, по состоянию на 2018 год, составляет примерно 68 особей, из них могут размножаться около трети (18 особей), таким образом, это одно из самых редких млекопитающих на Земле. До вмешательства человека яванский носорог был распространён от Ассама и Бенгалии до Мьянмы, Лаоса, Таиланда, Камбоджи и Вьетнама и на юг до полуострова Малакка и островов Ява, Суматра и, возможно, Борнео. Яванские носороги обитают в тропических лесах, преимущественно в биотопах с высокой травянистой растительностью и поймах рек; желательным является наличие жидкой грязи. Хотя исторически вид обитал в низменностях, яванские носороги, обитавшие во Вьетнаме, были способны подниматься в горные районы на высоту до 2000 метров над уровнем моря.
Площадь ареала яванского носорога сокращается в течение, минимум, последних 3000 лет. Начиная приблизительно с 1000 года до нашей эры, северная граница ареала в Китае начала двигаться на юг со скоростью около 0,5 км в год. Такой процесс был связан с ростом человеческих поселений в регионе. В Индии яванские носороги исчезли в первом десятилетии XX века, в Мьянме — в 1920 году, в Малайзии — 1932 году, на Суматре — в 1959 году. К окончанию войны во Вьетнаме вьетнамский подвид был признан вымершим во всей материковой части Азии. Сообщалось, что охотники и лесорубы встречали носорогов в горах Кравань в Камбодже, но исследования этой области никаких убедительных доказательств не нашли. Яванский носорог, возможно, существовал на Калимантане, однако найденные там останки могли принадлежать суматранскому носорогу, небольшая популяция которого до сих пор обитает на острове.

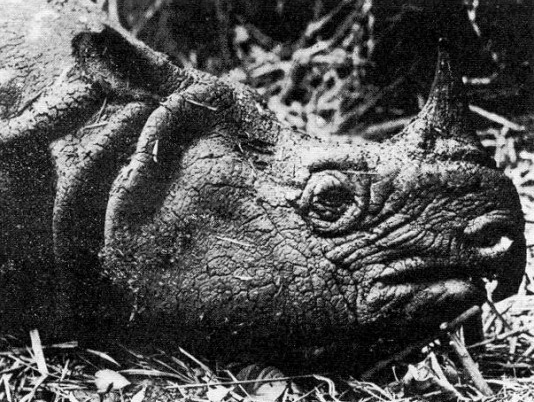
Голова самца яванского носорога, убитого 31 января 1934 года в западной части острова Ява

У яванских носорогов нет естественных врагов (лишь тигры могли нападать на молодняк, когда ареалы этих двух видов пересекались). Главная угроза для остатков популяции носорогов — антропогенный фактор. Уменьшение численности носорогов напрямую связано с браконьерством, которое, в первую очередь, имеет целью сбыт рогов, высоко ценящихся в традиционной китайской медицине (стоимость рогов на чёрном рынке достигает 30 000 долларов за килограмм). Разрушение среды обитания, особенно в результате войн во Вьетнаме во второй половине XX века, также оказало чрезвычайно негативное воздействие на поголовье яванских носорогов. Малая площадь ареала приводит к высокой плотности популяции и — в результате инбридинга и уменьшения генетического разнообразия — к вырождению. Общая ситуация с численностью яванского носорога ставит под вопрос дальнейшее существование этого вида уже в ближайшие годы.

## Описание

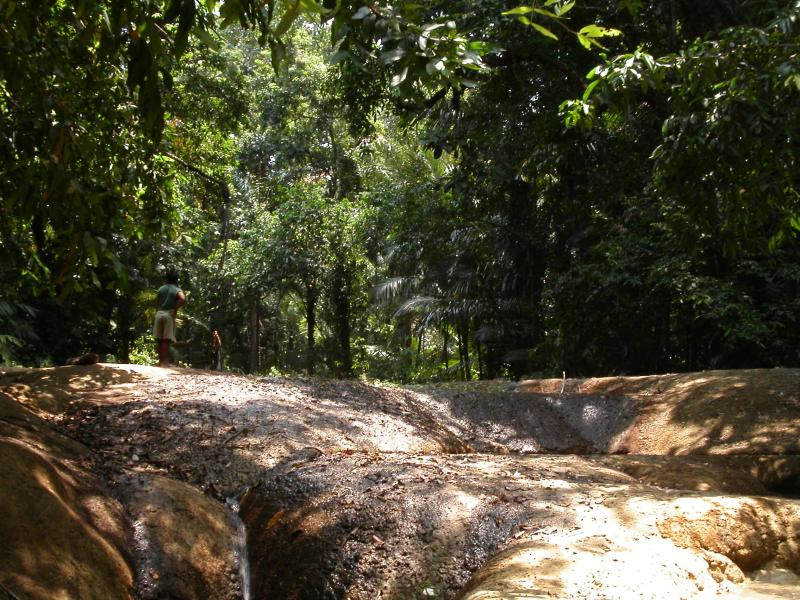
Уджунг Кулон — место обитания последних выживших яванских носорогов

Яванский носорог внешне весьма схож с индийским, хотя уступает ему по размерам. Длина тела, включая голову, достигает 3,1—3,2 м, высота в холке — 1,4—1,7 м. Масса взрослых особей составляет 900—2300 кг, однако в связи с тем, что вид находится на грани вымирания, специальный отлов с целью определения веса никогда не проводился. Половой диморфизм практически не выражен, и существенной разницы в размерах между полами не существует, хотя иногда самки могут быть немного больше самцов. Согласно исследованиям фотографий и следов, носороги из Вьетнама меньше, чем те, которые живут на Яве.
Яванский носорог имеет только один рог, тогда как все остальные современные носороги — не меньше двух. Рог имеет длину около 20 см (максимальная зарегистрированная длина рога — 27,3 см), что меньше, чем у всех остальных видов. Развитый рог имеется только у самцов; у самок он или отсутствует вовсе, или имеет вид небольшой шишки. Рог редко используется как оружие, он служит, в основном, для очистки тела животного от грязи, в которой носороги очень любят валяться; помогает срывать растения и расчищать путь среди густой растительности. Верхняя губа яванского носорога имеет вид хоботка, что является важным отличием от внешнего вида индийского носорога, и используется для захвата пищи. Аналогичное устройство верхней губы есть у чёрного носорога.
Зубы яванского носорога, по оценкам исследователей, специально приспособлены для перетирания травянистой растительности. Нижние резцы длинные и острые; они используются зверем при драке для нанесения режущих ударов. За резцами следуют два ряда из шести моляров, которыми животное пережёвывает пищу. У яванского носорога хорошо развиты обоняние и слух, однако плохое зрение. Голос у яванских носорогов очень слабый. Продолжительность жизни в дикой природе — 30—45 лет.

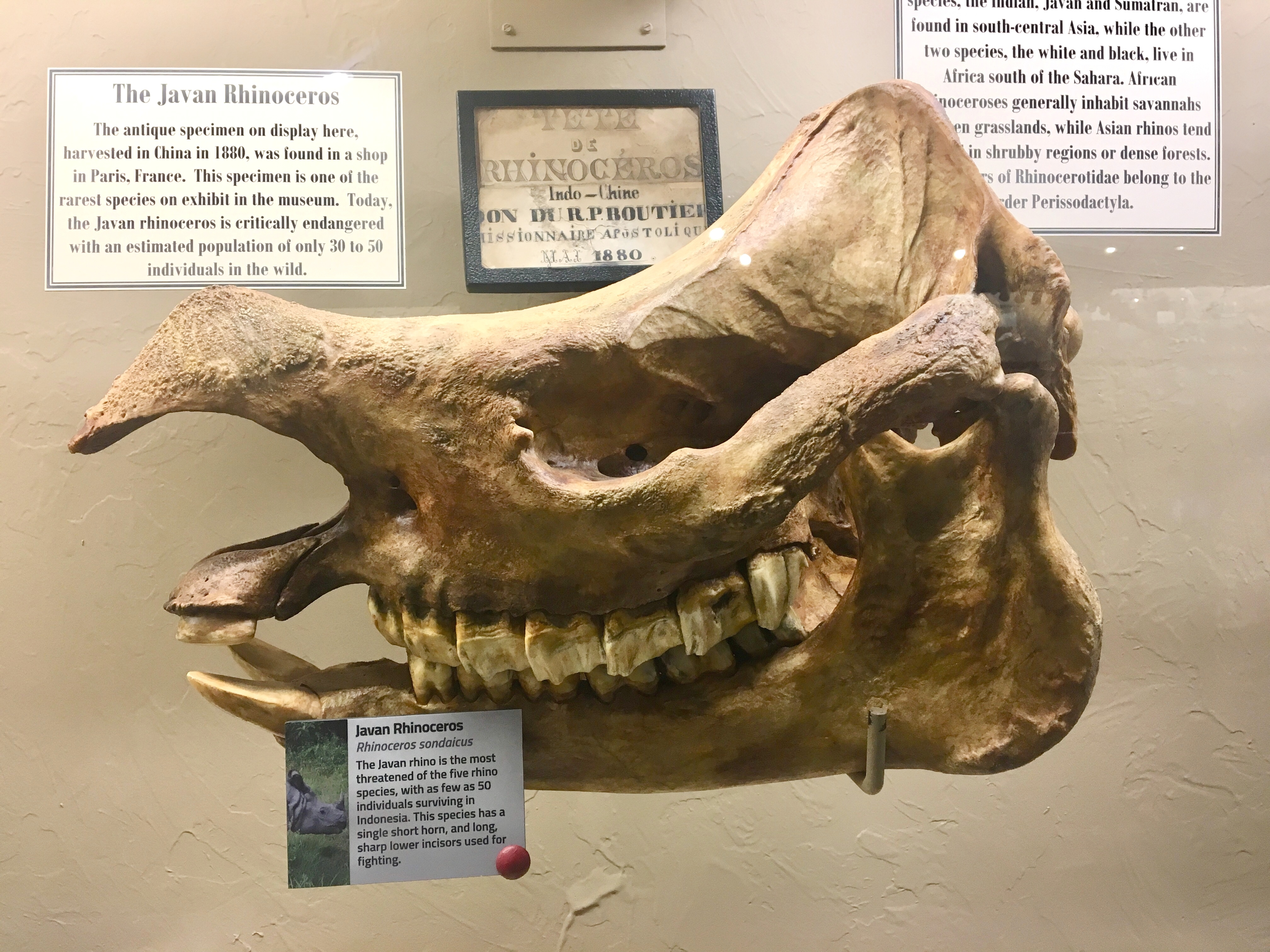
Череп яванского носорога

У яванских носорогов шкура голая, коричневато-серого цвета, образующая складки на плечах, спине и крупе. Она придаёт животному бронированный вид. Помимо размера и количества рогов, отличие от индийского носорога состоит в том, что у яванского передняя складка шкуры не загнута назад, а поднимается вверх. Шея седловидной формы.
Учёные редко могут наблюдать этих животных непосредственно из-за их чрезвычайной редкости, поэтому для изучения внешнего вида, оценки состояния популяции и изучения образа жизни носорогов исследователи используют фото- и видеокамеры-ловушки, установленные в местах предполагаемого их обитания; так, 28 февраля 2011 года видео зафиксировало самку с детёнышем, что может свидетельствовать о том, что эти животные размножаются в дикой природе. Ещё один метод получения информации об этих животных — исследование образцов экскрементов; с помощью этого метода можно провести учёт количества животных и оценить состояние их здоровья.

## Образ жизни и поведение
Яванские носороги — одиночные животные. Взрослый носорог предпочитает держаться в одиночку, лишь детёныши до достижения половой зрелости держатся рядом с матерью. Однако существуют исторические данные о том, что ранее этот носорог вёл стадный образ жизни. Пары образуются только на период спаривания.
Несмотря на одиночный образ жизни, носороги иногда собираются группами у воды или грязевых луж и валяются в грязи. В этом они схожи с индийскими носорогами — купание в грязи помогает им охлаждаться в жаркую погоду и избавляет от наружных паразитов. Яванские носороги, как правило, не роют ямы с грязью самостоятельно, а используют ямы, вырытые другими животными (например, слонами), хотя могут расширять их с помощью рога. Большую роль в жизни носорогов играют солончаки, поскольку поедание соли необходимо им для поддержания нормального обмена веществ. Особенно это касается носорогов, обитающих во Вьетнаме; на Яве живущие у моря яванские носороги получают необходимую соль с морской водой.
Индивидуальный участок обитания самца носорога достигает 12—20 км2, у самок значительно меньше — 3—14 км2. Участки самцов часто пересекаются, однако возникают ли в таких случаях схватки за территорию, неизвестно.

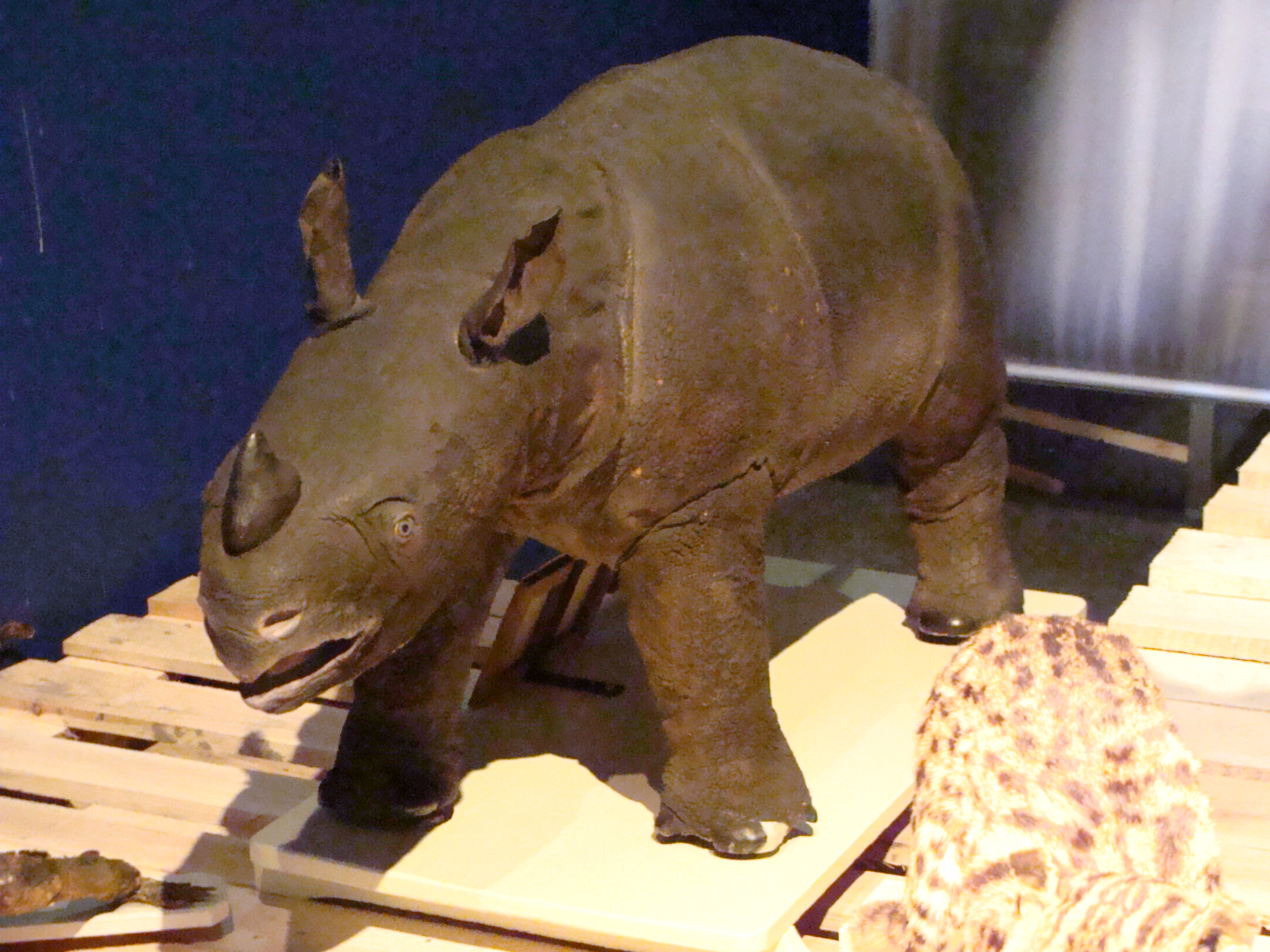
Чучело детёныша яванского носорога в музее

Самцы помечают свой участок пахучими метками при помощи навоза и мочи. Однако если африканские носороги обладают характерной чертой поведения — их навоз при дефекации образует массивные кучи, о которые зверь трётся задними ногами, то яванский и суматранский, делая такие навозные кучи, не трутся о них. Это отличие в поведении, вероятно, вызвано особенностями окружающей среды: во влажных лесах Явы и Суматры, где запахи распространяются с трудом, подобный способ не может быть использован для пахучих меток. Помимо пахучих меток, носорог оставляет царапины, сделанные копытами на деревьях и земле, которые также служат мечению территории.
У яванского носорога практически отсутствуют враги, за исключением человека; в прошлом на острове Ява лишь яванский тигр, считающийся сегодня вымершим, мог нападать на молодых особей. Во Вьетнаме некоторую опасность представлял почти вымерший индокитайский тигр. В обычной ситуации носорог боится человека (согласно наблюдениям, во Вьетнаме эти животные стараются скрыться при приближении людей), но если люди оказываются на слишком близком расстоянии, яванские носороги часто нападают.
Самки яванского носорога достигают половой зрелости к 3—4 годам, самцы к 6 годам. Беременность длится 16 месяцев, после чего рождается один детёныш. Самка приносит приплод 1 раз в 4—5 лет. Сразу после рождения детёныш носорога может самостоятельно передвигаться. Лактация продолжается от 1 до 2 лет.
Как и все другие носороги, яванский — исключительно травоядное животное. Его рацион составляют кустарники и небольшие деревья, в особенности их побеги, молодые листья и упавшие плоды. Носороги наваливаются на небольшое дерево, ломают или пригибают его, и срывают листья с помощью цепкой верхней губы. В день взрослый носорог потребляет до 50 кг корма.

## Яванский носорог и человек

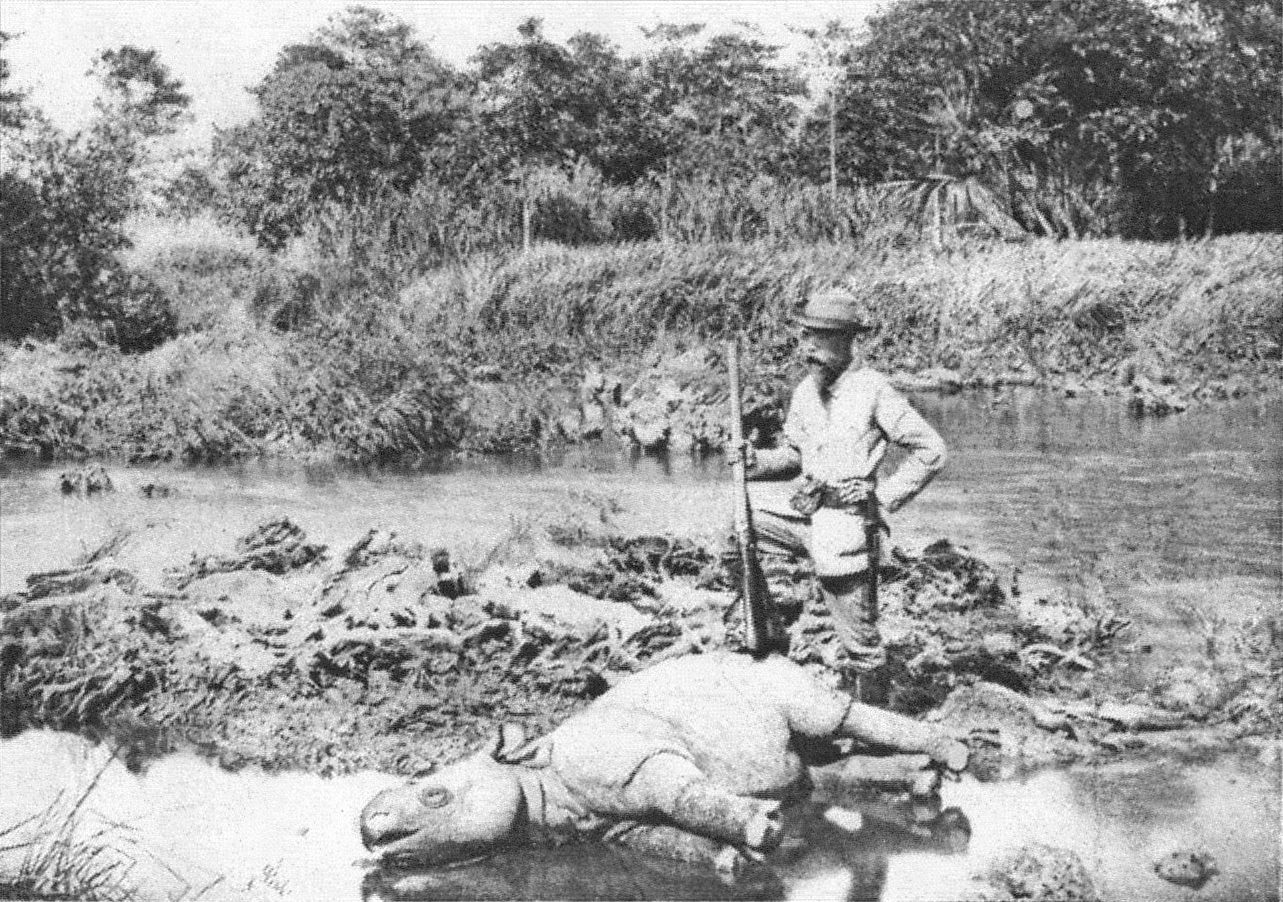
Нидерландский колониальный чиновник с добытым на охоте яванским носорогом (Ява, 1895 год)

### Угрозы
Основным фактором, влияющим на численность яванских носорогов, была и остаётся браконьерская охота с целью добычи рога. Рогом торгуют в Китае более 2000 лет, так как считается, что они обладают целебными свойствами, в частности, афродизиатическими. Стоимость рога на чёрном рынке составляет более 30 000 долларов за килограмм, что в три раза выше, чем у рогов африканских носорогов. Выделанная особым образом шкура этого животного использовалась в Средние века в качестве материала для доспехов китайских солдат. Некоторые вьетнамские племена готовили из носорожьей шкуры противоядие от змеиного яда. Ареал яванского носорога охватывает районы с бедным населением, так что местный житель, добывший носорога и сумевший сбыть его рог, может разбогатеть. Поэтому борьба с браконьерством чрезвычайно трудна; ей препятствует также коррупция. Когда в 1975 году вступила в силу Конвенция по международной торговле вымирающими видами дикой фауны и флоры, яванский носорог был помещён в Приложение I по защите: торговля органами вида во всём мире была объявлена незаконной.
Разрушение среды обитания вследствие сельскохозяйственной деятельности также способствует снижению популяции, хотя этот фактор не столь значительный, потому что яванский носорог проживает в национальном парке, где аграрная деятельность запрещена. Вследствие малой площади ареала вид подвержен болезням и инбридингу.

### Охрана

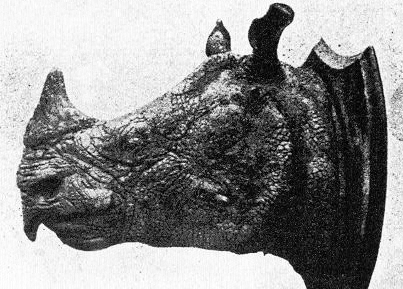
Голова убитого на Малаккском полуострове носорога из подвида Rhinoceros sondaicus annamiticus

Полуостров Уджунг-Кулон был опустошен после извержения вулкана Кракатау в 1883 году. Яванские носороги поселились на полуострове после извержения, при этом людей вернулось мало, что и создало для носорогов хорошее убежище. В 1931 году, когда вид находился на грани вымирания на Суматре, правительство Голландской Ост-Индии включило его в список охраняемых законом животных. В 1967 году было зарегистрировано всего 25 яванских носорогов. К 1980 году популяция удвоилась и осталась практически неизменной до нынешнего времени. Хотя носороги в Уджунг-Кулоне и не имеют естественных врагов, они вынуждены конкурировать за ограниченные ресурсы с крупным рогатым скотом. Национальный парк управляется Министерством лесного хозяйства Индонезии. В Уджунг-Кулоне в 2006 году были зарегистрированы 4 детёныша, что больше, чем когда-либо раньше. Это говорит о том, что носороги в национальном парке продолжают размножаться и их популяция медленно, но увеличивается. 28 февраля 2011 года на видео были засняты самка с детёнышем.
Носороги, обитавшие в Юго-Восточной Азии, были признаны исчезнувшими после войны во Вьетнаме, закончившейся в 1975 году. Особенности боевых действий — глубокие рейды карательных частей в джунгли, применение американскими войсками дефолиантов— крайне негативно влияли на местные экосистемы. Кроме того, после войны огнестрельное оружие стало продаваться по невысокой цене, что дало возможность местным крестьянам легко добывать носорогов. Предположение об исчезновении вьетнамского подвида было впервые озвучено в 1988 году. Но в 1989 году вдоль реки Донг Най были обнаружены следы, которые принадлежали, по крайней мере, 15 особям. Эта область стала частью национального парка Каттьен в 1992 году.

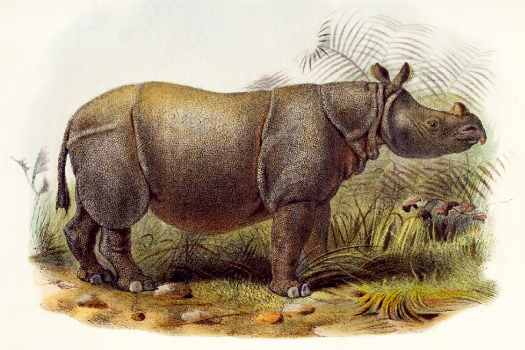
Самка вымершего подвида Rhinoceros sondaicus inermis, один из представителей которого прожил в Лондонском зоопарке менее 6 месяцев

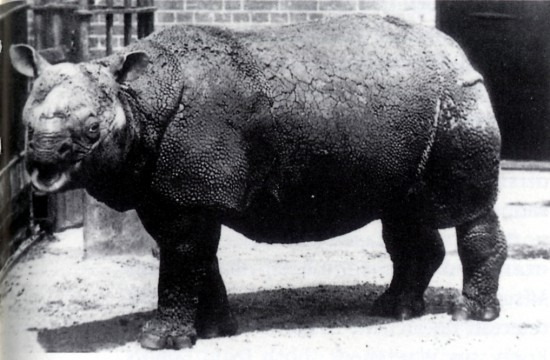
Яванский носорог, содержавшийся в Лондонском зоопарке с марта 1874 до января 1875 года

Популяция во Вьетнаме постоянно сокращалась: по  оценкам на 2006 год в стране существовало не более 8 яванских носорогов (предположительно, самок). Природоохранные организации вели дискуссии по поводу того, есть ли у вьетнамского носорога шанс на выживание. В попытке спасти популяцию предполагалась интродукция нескольких особей из Индонезии. В начале мая 2010 года в Каттьене был найден убитый носорог. При этом у него был срезан рог, что означало, что он добыт браконьерами. 25 октября 2011 года Фонд дикой природы признал печальный факт: во Вьетнаме не осталось ни единого яванского носорога.

### Содержание в неволе
В XIX веке, по меньшей мере, 4 животных проживали в зоопарках Калькутты, Лондона и Аделаиды. В общей сложности, за всю историю в зоопарках содержалось не менее 22 особей, не исключено, что их было больше, так как яванского носорога часто путали с индийским. В неволе животные рано умирали, многие из них не доживали до 20 лет. Последний носорог, содержавшийся в неволе, умер в 1907 году в Аделаиде. Поскольку длительные и дорогостоящие программы разведения яванского носорога в зоопарках не увенчались успехом, шансы сохранить его в неволе очень низкие. По состоянию на 2018 год ни одна особь яванского носорога не содержалась в неволе.

## Таксономия

### История открытия и изучения
Первые исследования яванских носорогов относятся к 1787 году, когда две особи были застрелены на Яве. Черепа были отправлены голландскому анатому Петрусу Камперу, который умер в 1789 году, так и не опубликовав своё открытие, что яванский носорог — отдельный вид. Другой экземпляр был убит на острове Суматра Альфредом Дувачелом, которые послал образец своему отчиму, знаменитому французскому биологу Жоржу Кювье. Кювье признал яванского носорога отдельным видом в 1822 году, таким образом, это был последний открытый вид носорогов. Латинское название Rhinoceros sondaicus было дано яванскому носорогу французским зоологом Ансельмом Демаре.
Название рода Rhinoceros происходит от др.-греч. ῥίς «нос» и κέρας «рог». Слово sondaicus является производным от Зондских островов, биогеографического района, включающего в себя острова Суматра, Ява, Борнео и окружающие их мелкие острова.

### Подвиды
В историческое время существовали три подвида, из которых на сегодняшний день выжил только один:
- Rhinoceros sondaicus sondaicus, типовой подвид, распространённый на Больших Зондских островах (Суматре и Яве). Вся современная популяция носорога в национальном парке Уджунг-Кулон на западной оконечности Явы относится именно к этому подвиду. На 2023 год в парке находятся 76 яванских носорогов[35][2][4].
- Rhinoceros sondaicus annamiticus — вьетнамский подвид (латинское название подвида происходит от Аннама — исторической области в центральном Вьетнаме). Обитал во Вьетнаме, Камбодже, Лаосе, Таиланде и Малайзии. Численность популяции в 2008 году оценивалась в менее чем 12 особей, живших в национальном парке Каттьен во Вьетнаме. Генетический анализ показал, что этот подвид разошёлся с типовым 300—200 тысяч лет назад[2][4]. 25 октября 2011 года признан вымершим (истреблён человеком)[3].
- Rhinoceros sondaicus inermis — другой материковый подвид, называемый в некоторых источниках индийским подвидом[11]. Его ареал включал местность от Бирмы до Бенгалии. Вымер в первом десятилетии XX века. У самцов этого подвида был очень маленький рог, у самок же рог полностью отсутствовал. Политическая ситуация в Бирме в последние десятилетия не позволяла оценить численность популяции, но в любом случае вероятность того, что она продолжает до сих пор существовать, крайне низка[2][7][11][36].

### Эволюция вида
В раннем эоцене носороги отделились от остальных непарнокопытных. Исследования митохондриальной ДНК показывают, что предки современных носорогов отделились от предков лошадей 50 миллионов лет назад. В Евразии семейство носороговых впервые появилось в позднем эоцене, в Азии — в начале миоцена.
Яванский и индийский носороги проникли в Азию 3—1,6 млн лет назад. Генетические исследования приводят к выводу, что оба этих близких вида отделились друг от друга около 11,7 млн лет назад. Несмотря на принадлежность к отдельному роду, яванский носорог тесно связан с остальными представителями семейства. Различные исследования показывают, что яванские носороги имеют связь с вымершими родами Gaindetherium. Результат анализа клады носороговых позволяет сделать вывод о сходстве яванских и суматранских носорогов с вымершим родом Punjabitherium. Другие исследования предполагают тесную связь с африканскими видами. Суматранский носорог отделился от других азиатских видов ещё 15 млн лет назад.